# 사천향교
사천향교(泗川鄕校)는 경상남도 사천시에 소재한 조선시대 향교이다. 1983년 8월 12일 경상남도의 유형문화재 제220호로 지정되었다.

## 개요
향교는 훌륭한 유학자를 제사하고 지방민의 유학교육과 교화를 위하여 나라에서 지은 교육기관이다.
조선 세종 3년(1421)에 세워 유교를 공부했던 곳이다. 세종 22년(1440)에 향교 관계자들의 거처인 치성재, 학생들의 거처인 동·서재, 공부하는 장소인 명륜당, 휴식공간인 풍화루를 새로 지으면서 이름을 '수학원학사서재'로 바꾸었다.
조선 현종 5년(1664)에 안혜원이 유교진흥을 위해 성현들을 모시는 대성전을 세우면서 비로소 교육과 제사를 겸했던 향교의 체제를 갖추게 되었다. 여러 차례 보수했으며 현재는 동재를 없애고 풍화루를 폐쇄했으며, 외삼문을 통해 출입하게 하고 있다.
공부하는 곳인 명륜당이 앞에, 사당인 대성전이 뒤에 있는 전학후묘의 형태로 향교의 일반적인 배치를 따르고 있다.
조선시대에는 국가로부터 토지와 전적·노비 등을 지급받아 학생들을 가르쳤으나, 갑오개혁(1894) 이후 제사만 지내고 있다

## 같이 보기
- 향교

## 참고 자료
- 위키미디어 공용에 사천향교 관련 미디어 분류가 있습니다.
- 사천향교 - 국가유산청 국가유산포털